# Bundesstraße 520
Pour les articles homonymes, voir Route 520.
La Bundesstraße 520 est une ancienne Bundesstraße dans le Land de Hesse.

## Géographie
La L 3215 (partie de l'ancienne B 520) commence dans l'arrondissement de Cassel entre les villages d'Istha (commune de Wolfhagen) au nord et de Balhorn (commune de Bad Emstal) au sud à sa jonction (environ 340 m d'altitude ) à la B 450. De là, elle traverse dans le sens est-ouest la commune de Schauenburg : d'abord les quartiers de Martinhagen et, après avoir traversé le cours supérieur de l'Ems, Breitenbach.
Peu de temps après, la L 3215 atteint son point culminant à un peu plus de 400 m dans la porte de Hoof au sud du Burgberg (499,9 m) dans le quartier de Hoof de Schauenburg. C'est là que se croise la ligne de Cassel à Naumburg, sur laquelle les trains du musée Hessencourrier.
La L 3215 fonctionne ensuite comme un contournement vers le sud en passant par les quartiers de Hoof et Elgershausen à Schauenburg, traversant à nouveau la ligne de Cassel à Naumburg. Puis, après avoir traversé le Bauna (env. 239 m), il passe Altenritte, le quartier de Baunatal au nord-ouest. Après avoir traversé l'autoroute fédérale 44, la route atteint la jonction de Cassel-Bad Wilhelmshöhe (295,6 m) au nord du Baunsberg (413,4 m), après quoi elle se confond avec la L 3218, qui traverse Brasselsberg, quartier de Cassel, et jusqu'au quartier de Bad Wilhelmshöhe (Konrad-Adenauer-Straße).
Au passage des feux, qui se trouve à ce croisement routier, la route de liaison de l'A 44 se confond avec la K 36 (la Korbacher Straße de Cassel et une partie de l'ancienne B 520). Celle-ci s'étend dans une direction ouest-est, entre autres, à travers Nordshausen, un quartier de Cassel, en passant la Dönche au sud-est, jusqu'à la B 3 (Frankfurter Straße, 161,7 m), où se termine la K 36.
L'ancienne B 520, cependant, circulait, partageant l'itinéraire avec la B 3, un peu plus au nord-est et en direction du centre-ville jusqu'à l'intersection (145,2 m) Ludwig-Mond-Straße-Am Auestadion/Frankfurter Straße.

## Histoire
La route, la L 3215 à l'époque est redressée au milieu des années 1960 dans Breitenbach par un nouveau tracé routier et mise à niveau pour devenir la B 520. Cette dernière prend de l'importance en matière de politique des transports dans les années 1970 lorsque les quartiers de Hoof et d'Elgershausen sont contournés.
En juillet 2010, la B 520 est déclassée en L 3215 (arrondissement de Cassel) et K 36 (ville de Cassel), car l'A 44 est un axe de circulation principal parallèle depuis la fin des années 1970.